# Fitna (film)
Fitna (in arabo فِتْنَةٌ‎?) è un cortometraggio del 2008 diretto da Geert Wilders. 
Il titolo non è stato scelto a caso: il termine in lingua araba ha diversi significati tra i quali "prova di fede nei momenti di fede" e "guerra civile", "divisione".
Della durata approssimativa di 17 minuti, il film è una denuncia all'Islam e mostra sure appositamente selezionate dal Corano, rapporti giornalistici e mediatici per descrivere gli atti di violenza perpetrati dai musulmani.
L'opera intende anche dimostrare come il libro sacro dell'Islam inciti gli stessi musulmani a odiare e punire i correligiosi che non ne seguono o violano gli insegnamenti scritti; di conseguenza viene argomentato l'universalismo islamico e l'incoraggiamento dell'Islam a fenomeni come: antigiudaismo, terrorismo, violenza contro le donne e omosessuali. Larga parte del documentario affronta il fenomeno anche a livello locale, trattando dell'influenza negativa che l'Islam ha nei Paesi Bassi. La regia è firmata dallo stesso Wilders, accreditato, come in altri ruoli, con lo pseudonimo "Scarlet Pimpernel" ("Primula Rossa")

## Realizzazione
Si era fatta menzione alla realizzazione del documentario per la prima volta il 27 novembre 2007; il governo olandese espresse subito la preoccupazione riguardo ai contenuti che sarebbero stati presentati nel film. La produzione è stata commissionata dalla fondazione "Friends of the Party for Freedom" (PVV), la quale si è accreditata come compagnia di produzione sotto lo pseudonimo "Scarlet Pimpernel Productions", adottato per timore di ritorsioni.
Il governo olandese pianificò diversi sistemi di sicurezza in impianti nazionali ed esteri, come le ambasciate o i consolati, per rispondere in maniera adeguata ad attacchi terroristici o manifestazioni violente che avrebbero potuto sorgere in seguito alla distribuzione.
Il primo ministro Jan Peter Balkenende manifestò la propria preoccupazione circa le conseguenze e le possibili ripercussioni che il documentario avrebbe potuto avere sugli interessi economici e dei cittadini olandesi. Per tutta risposta, Wilders accusò il primo ministro di capitolare per l'Islam.
Wilders fu avvisato da Tjibbe Joustra, elemento di spicco dell'antiterrorismo olandese, che il film avrebbe potuto «portare a reazioni in grado di mettere in pericolo l'ordine pubblico, la sicurezza e l'economia».

## Distribuzione
Per timore di ritorsioni violente causate dal contenuto, la distribuzione e la presentazione dell'opera sono state incerte fino all'ultimo momento.
Il centro stampa olandese Nieuwspoort si offrì di distribuire il film, con la condizione, però, che Wilders stesso pagasse per garantire un'adeguata protezione alle proiezioni previste in sala stampa e conferenze; il politico declinò l'invito perché sarebbe stato proibitivo sostenere tali cifre.
Dopo aver fallito diversi negoziati con tutte le emittenti televisive olandesi per ottenere la trasmissione del documentario, Wilders ha creato il dominio Fitna TheMovie con l'intenzione di presentare lì il film il 5 marzo 2008, ma il sito è stato sospeso.
La Nederlandse Moslim Omroep (NMO) si offrì di dare spazio alla trasmissione del film, ammettendo subito che non avrebbe potuto dare garanzie circa la possibilità di prevenire azioni o danni all'opera, in cambio della partecipazione di Wilders a un dibattito con sostenitori e detrattori della pellicola; anche in quel caso il politico declinò l'offerta.
Lanciato in versione inglese e neerlandese il 27 marzo 2008 su LiveLeak, sito web di condivisione video, il documentario è stato rimosso dai server del sito il giorno seguente dai redattori perché la sua presenza avrebbe significato una «seria minaccia per il personale» dal momento che erano pervenute ai responsabili minacce di «natura molto grave». Due giorni dopo, il cortometraggio è stato restaurato e ricaricato sul sito, ma rimosso tempestivamente da Wilders per violazione di copyright.

## Accoglienza
L'opera ha ricevuto diverse critiche negative a livello internazionale, derivanti soprattutto dal fatto che il film non propone una visione oggettiva dell'integralismo islamico, ma vuole rappresentare invece una critica all'Islam come religione.
Rispondendo alle accuse di islamofobia lanciate persino dall'ONU all'epoca del lancio distributivo, Wilders ha dichiarato che il film «è un invito a scrollarsi di dosso quella strisciante tirannia che è l'islamizzazione».

## Sequel
Wilders ha ammesso le sue intenzioni di realizzare un seguito per il documentario.